# Shibue Chūsai
Shibue Chūsai est un nom japonais traditionnel ; le nom de famille (ou le nom d'école), Shibue, précède donc le prénom (ou le nom d'artiste).
Shibue Chūsai (渋江 抽斎, 28 décembre 1805-5 octobre 1858) est un médecin japonais de la fin de l'époque d'Edo au service du clan Tsugaru du domaine de Hirosaki. Il est le sujet du roman Shibue Chūsai de Mori Ōgai.

## Source de la traduction
- (en) Cet article est partiellement ou en totalité issu de l’article de Wikipédia en anglais intitulé « Shibue Chūsai » (voir la liste des auteurs).